# Яковлева, Лариса Николаевна
Лари́са Никола́евна Я́ковлева (род. 3 февраля 1963, Йошкар-Памаш, Марийская АССР) — депутат Государственной думы V и VI (2013—2016) созывов от партии «Единая Россия», заместитель председателя Государственного Собрания Республики Марий Эл VII  созыва, заместитель председателя комитета Государственной думы Федерального собрания Российской Федерации VI созыва по вопросам семьи, женщин и детей c 14 ноября 2014 года.

## Биография
Лариса Николаевна родилась в деревне Йошкар-Памаш Новоторъяльского района Марийской АССР.
В 1986 году окончила Марийский государственный педагогический институт им. Н. К. Крупской по специальности «история и английский язык».
Трудовую деятельность начинала в 1980 году с работы старшей пионервожатой в средней школе посёлка Советский. После окончания института работала в этой же школе учителем истории и английского языка, затем директором местного дома пионеров и дома детского творчества.
В 2002—2004 годах — заместитель Главы администрации по социальным вопросам муниципального образования «Советский муниципальный район».
С 2004 года и вплоть до избрания депутатом Государственной Думы Российской Федерации в декабре 2007 года работала заместителем Министра образования и науки Республики Марий Эл.
В апреле 2008 года была избрана председателем Всемарийского совета — Марий Мер каҥаш Межрегионального общественного движения марийского народа
С 2011 года до перехода по партийному списку в Государственную Думу Российской Федерации в ноябре 2013 года — начальник Управления развития проекта «Информационное общество» филиала в Республике Марий Эл ОАО «Ростелеком».
В 2013 году избрана членом Президиума Общероссийского общественного движения «Ассоциация финно-угорских народов Российской Федерации»
С 13 ноября 2013 года — депутат Государственной Думы Федерального Собрания Российской Федерации 6-го созыва от Республики Марий Эл. 11 ноября 2014 года стала заместителем председателя Комитета Государственной Думы Российской Федерации по вопросам семьи, женщин и детей.
29 ноября 2014 года избрана Председателем Федеральной национально-культурной автономии марийцев.
15 февраля 2016 года награждена медалью ордена «За заслуги перед Отечеством» II степени
На выборах в Государственную думу 2016 года была выдвинута кандидатом от партии «Единая Россия» по Марийскому одномандатному округу. В итоге уступила кандидату от КПРФ Сергею Казанкову, набрав 37,11 % против 46,23 %.
27 декабря 2016 года назначена уполномоченным по правам человека в Марий Эл.
27 октября 2022 года избрана на должность Заместителя Председателя Государственного Собрания Республики Марий Эл седьмого созыва, осуществляющем свои полномочия без отрыва от основной деятельности.